# Serghei Suhorucenkov
Serghei Suhorucenkov (n. 10 august 1956, Breansk, RSFS Rusă, URSS) este un ciclist de performanță ce a reprezentat Rusia, medaliat olimpic. A participat la o ediție a Jocurilor Olimpice (1980) în care a câștigat o medalie de aur.

## Participări
Lista de mai jos prezintă principalele competiții la care a participat Serghei Suhorucenkov de-a lungul carierei.
- Velosport na letnih Olimpiiskih igrah 1980 - gruppovaia gonka na șosse (mujcinî)[*]